# Музей „Царевград Търнов“
Музеят „Царевград Търнов“, още Мултимедиен посетителски център „Царевград Търнов“, е музей във Велико Търново, чиято тематика е посветена на Второто българско царство (XII-XIII век). Известен е още под името „Музей на восъчните фигури“, заради реалистичните фигури на представители на социалните слоеве в средновековното българско общество – владетели, духовенство, болярска и войнска прослойка, занаятчии.
Изграждането на Мултимедийния посетителски център е част от проекта „Подобряване на туристическите атракции и свързаната с тях инфраструктура в община Велико Търново“ по ОП „Регионално развитие“ 2007 -2013, на стойност 6 750 000 лв.
Музеят „Царевград Търнов“ се намира в близост до хълма Царевец. Състои се от два етажа на обща площ от 870 кв. м. с първоначално 29 восъчни фигури (и нови 37 през 2023 г.). Исторически личности и паметни събития от периода на Второто българско царство са представени под формата на скулптури и стенописи. Концепцията на сцените е разделена в четири направления – представяне на царската слава, на войнската слава, на духовността (книжовността) и на зографството и занаятите. Музеят разполага още с 5 сензорни екрани с туристическа информация и мултимедийна зала за прожекции на филми, свързани с престолния град. За озвучаването на музея са използуват мотиви от етно-формация Ирфан.
През април 2023 г. музеят е разширен с нови 37 фигури, стенописи и диорами, по проект на Община Велико Търново с европейско и национално финансиране. Включени са битката при Клокотница, превземането на Търново от османците, сцени с Йоан Кукузел и от Лондонското Четвероевангелие с цар Иван Александър, пазар и др. сцени.